# Cerambyx fasciatus
Cerambyx fasciatus là một loài bọ cánh cứng trong họ Cerambycidae.